# Rezervația de stejar pufos
Rezervația de stejar pufos este o arie protejată de interes național ce corespunde categoriei a IV-a IUCN (rezervație naturală de tip mixt), situată în Transilvania, pe teritoriul județului Mureș .

## Localizare
Aria naturală se află în Podișul Târnavelor, în extremitatea sudică a județului Mureș (aproape de limita de graniță cu județul Sibiu), pe teritoriul administrativ al comunei Daneș ( satul Criș), în imediata apropiere de drumul județean DJ143, care leagă localitatea Daneș, Mureș de Iacobeni, Sibiu.

## Descriere
Rezervația naturală a fost declarată arie protejată prin Legea Nr.5 din 6 martie 2000, publicată în Monitorul Oficial al României, Nr.152 din 12 aprilie 2000, privind aprobarea Planului de amenajare a teritoriului național - Secțiunea a III-a - zone protejate și are o suprafață de 11, 90 hectare.
Rezervația de stejar pufos (dispusă pe trei parcele în bazinul hidrografic al râului Târnava Mare) este inclusă în situl de importanță comunitară - Sighișoara - Târnava Mare și reprezintă zonă naturală acoperită cu vegetație forestieră constituită din stejar pufos (Quercus pubesncens); în asociere cu arborete de sânger (Cornus sanguinea) și lemn câinesc (Ligustrum vulgare). 

## Monumente și atracții turistice
În vecinătatea rezervației naturale se află câteva obiective de interes istoric, cultural și turistic; astfel:

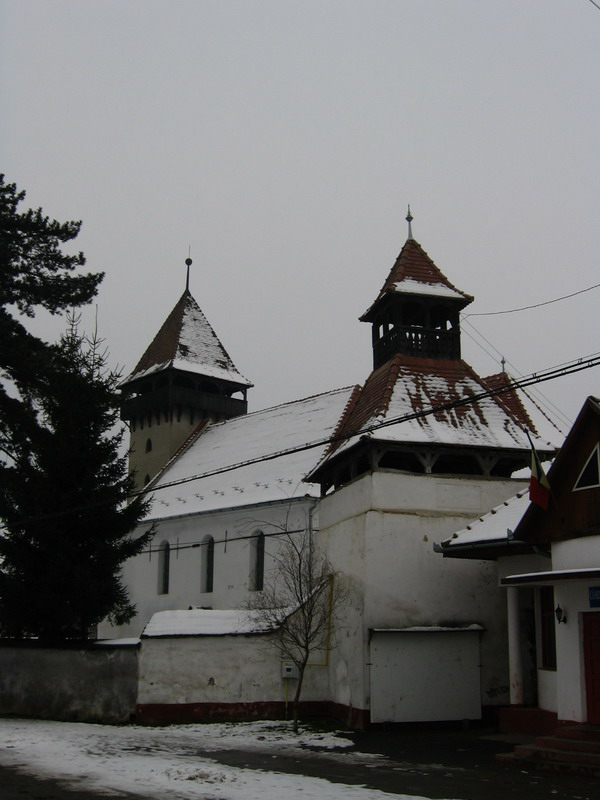
Biserica fortificată din Daneş

- Ansamblul bisericii evanghelice fortificate din Daneș (biserica evanghelică și fragment de incintă fortificată cu turn clopotniță), construcție sec. XV - XVI, monument istoric (cod LMI MS-II-a-A-15649).
- Biserica "Sf. Nicolae" din Daneș, construcție 1796, monument istoric (cod LMI MS-II-m-A-15650).
- Ansamblul castelului Bethlen din satul Criș (Castelul Georgius Bethlen, Castelul Alexius Bethlen, incinta fortificată, parcul și criptele), construcție sec. XVI - XVII, monument istoric (cod LMI MS-II-a-A-15639).
- Halta din Criș, construcție secolul al XIX-lea, monument istoric (cod LMI MS-II-m-B-20924.07).
- Ariile protejate: Podișul Hârtibaciului și Sighișoara - Târnava Mare, situri de importanță comunitară incluse în rețeaua ecologică europeană, Natura 2000în România.